# Ángeles Gulín Domínguez
Ángeles Gulín Domínguez (Ribadavia, Ourense, 14 de febrer de 1939 - Madrid, 10 d'octubre de 2002) fou una soprano espanyola.
El 1964, tant Ángeles com el seu marit es varen presentar al Concurs Internacional de Cant Francesc Viñas.
El 1987, als 48 anys, va tenir un vessament cerebral quan assajava a Torre dei Lago (Itàlia) l'òpera Turandot de Puccini, amb la qual tornava als escenaris internacionals després de la recuperació d'un trasplantament de ronyó, practicat el 1986.
Amb el seu marit Antonio Blancas varen tenir la filla Ángeles Blancas, també soprano.
El 10 d'octubre del 2004, dos anys després de la seva mort, es va realitzar al Liceu de Barcelona l'Homenatge a Ángeles Gulín i un audiovisual commemoratiu, actes on participarien familiars i amics.

## Fons
El seu fons es conserva al Centre de Documentació i Museu de les Arts Escèniques i consta part de les seves obres, a banda de documents personals i administratius. A més a més també hi trobarem fotografies i correspondència.